# 蘇菲·葛瑞格華
索菲·格雷瓜爾（法語：Sophie Grégoire，發音：[sɔfi ɡʁeɡwɑʁ]；1975年4月24日—），加拿大第23任總理賈斯汀·杜魯多的分居妻子。她活躍於公益事務和公眾演講，主要關注婦女和兒童事務，過去曾任職電視主持。

## 早年生活和事業
格雷瓜爾出生于法裔加拿大家庭，父亲是一名证券经纪人，母亲是护士，為兩人的獨女。她於魁北克省蒙特婁出生，年幼時一家在該市以北郊區的聖阿黛爾（Sainte-Adèle）居住。她四歲時一家遷回蒙特婁地區，此後在該帶的皇家山鎮（Mont-Royal）成長，並與未來丈夫賈斯汀·杜魯多的弟弟米歇爾·杜魯多（Michel Trudeau）成為同學和朋友。
格雷瓜爾曾經在麦吉尔大学主修商學，但最後在蒙特利尔大学傳播系畢業，獲得學士學位。她曾於一家廣告公司任職接待員和助理，之後晉升至帳戶經理，後則決定到一電台和電視廣播學院修讀，完成學業後到一電視台新聞部工作。她後獲魁北克省有線新聞台LCN聘用為娛樂記者，除了為LCN報道娛樂新聞外，亦曾在與該台同系的TVA電視網和其他法語電視頻道任職主持。此外，她亦曾於2000年代中期在霍特·倫弗魯百貨公司（Holt Renfrew）任職私人購物助理。
2005年9月，她改到加拿大英語電視網CTV，任職該台娛樂新聞節目《eTalk》的魁北克記者，到2010年為止。
她踴躍於慈善活動，曾為加拿大數家慈善組織和非牟利機構擔任義工。她支持的機構包括加拿大癌症協會、加拿大精神健康協會和婦女心臟及中風協會，而她亦出任國際培幼會加拿大分會《因為我是女孩》活動的全國大使。

## 个人生活

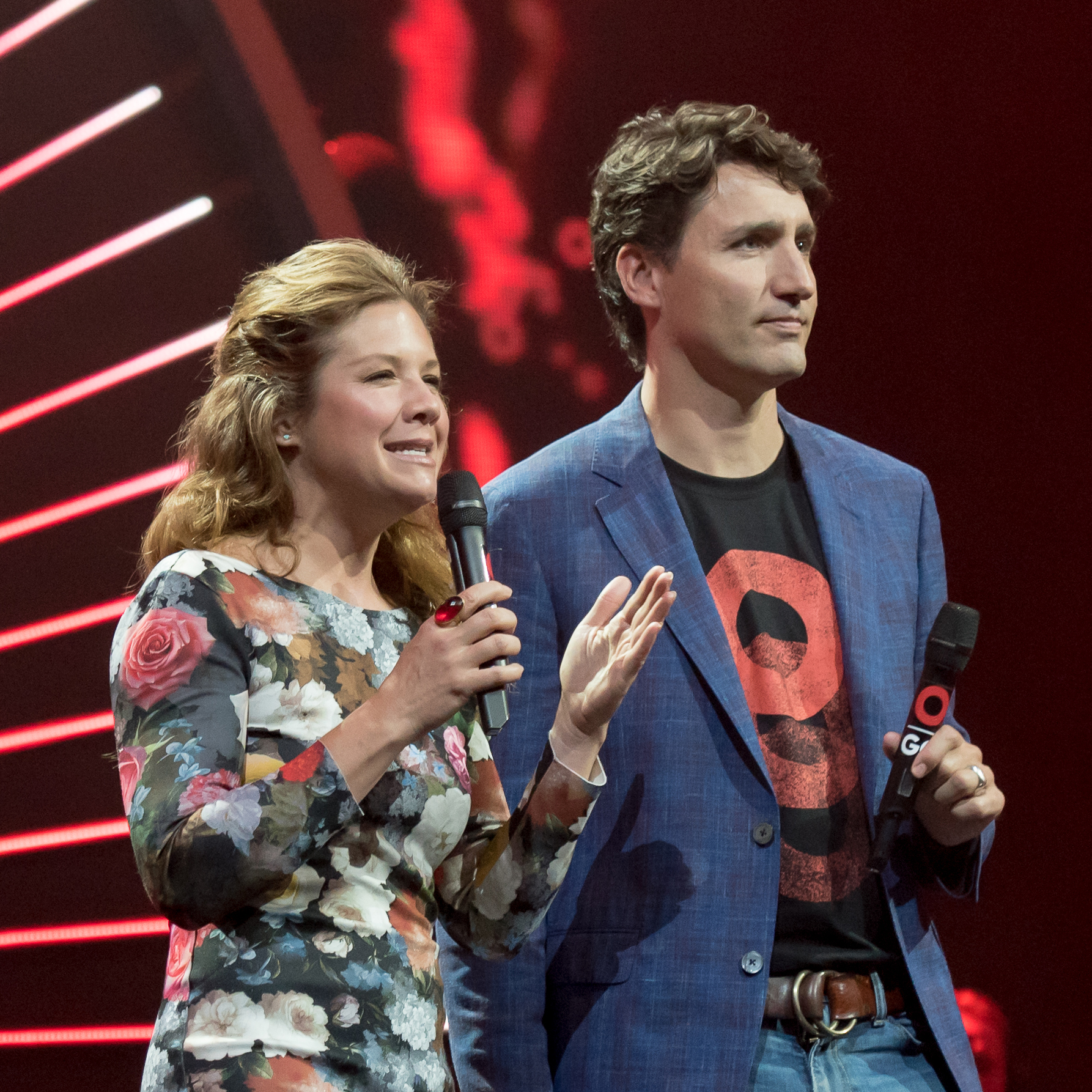
格雷瓜爾和丈夫杜魯多於漢堡出席活動（攝於2017年）

格雷瓜爾年幼在蒙特婁長大時在學校結識前總理皮埃尔·特鲁多的幼子米歇爾，並自此認識米歇爾的兄長賈斯汀·杜魯多。格雷瓜爾和杜魯多長大後於2003年一場慈善舞會中重遇，數個月後開始約會，2004年10月定婚，2005年5月28日在蒙特婁結婚，兩人育有三名子女。
杜魯多於2008年當選國會下議院帕皮諾選區議員後，格雷瓜爾與子女繼續居於蒙特婁，杜魯多則於下議院議政時留宿在渥太華的酒店。杜魯多於2013年當選加拿大自由黨黨魁後，兩人則出售位於蒙特婁雪嶺區（Côte-des-Neiges）的住宅，並改在渥太華的石崖公園區（Rockcliffe Park）租房。
格雷瓜爾与特鲁多2023年8月宣布分居。